# Ca-chiên-diên
Ca-chiên-diên (Sanskrit: Kātyāyana, Pāli: Mahākaccāna hoặc Kaccāyana) là một đệ tử lớn của Phật Thích-ca mâu-ni. Xuất thân từ dòng dõi Bà-la-môn cao quý, quê hương của Ca-chiên-diên là kinh thành Ổ-xà-diễn-na (Ujjayini) nước A-bàn-đề (Avanti) ở miền tây nam nước Ma-kiệt-đà (Ấn Độ), nơi cha  ông từng giữ chức quốc sư (cố vấn tôn giáo) cho vua nước A-bàn-đề. Theo tài liệu lịch sử, vua A-bàn-đề là Phạm Chất (Candappajjota) nghe danh tiếng Đức Phật liền sai Ca-chiên-diên đi gặp Phật và mời về giáo hóa tại vương quốc mình. Tuy nhiên, Ca-chiên-diên chỉ chấp nhận sứ mệnh này với điều kiện sau khi gặp Phật, nhà vua phải cho phép ông xuất gia theo học giáo lý của Phật.
Trong cộng đồng tu sĩ, Ca-chiên-diên nổi tiếng uyên bác, đặc biệt về khả năng giải thích chi tiết những lời dạy cô đọng của Đức Phật. Văn bản cổ ghi nhận Đức Phật đã công nhận ông là người "đứng đầu trong các Tỳ-kheo về khả năng diễn giải nghĩa lý những lời Như Lai dạy một cách ngắn gọn". Nói cách khác, Ca-chiên-diên được xem là Luận nghị đệ nhất, một chuyên gia về phân tích và giải thích giáo lý.
Tài biện luận của ông được thể hiện rõ trong nhiều sự kiện, như câu chuyện khi một vị Bà-la-môn lớn tuổi đến tranh luận với ông về vấn đề thứ bậc xã hội. Vị Bà-la-môn nọ cho rằng vì tuổi cao nên phải được kính trọng, nhưng Ca-chiên-diên đã bình tĩnh giải thích rằng trong triết học Phật giáo, người được tôn kính không phải vì tuổi tác mà vì đức hạnh và trí tuệ. Với khả năng phân tích sắc bén và tài hùng biện, ông đã nhiều lần giúp phân tích rộng nghĩa lý của các bài giảng, giúp cộng đồng hiểu sâu hơn về triết lý Phật giáo.
Ca-chiên-diên còn được xem là đã đóng góp vào việc biên tập, phát triển kinh điển Phật giáo thời kỳ đầu. Theo tài liệu Nam truyền, ông có liên quan đến việc trước tác bộ Peṭakopadesa – một luận thư cổ về phương pháp phân tích và truyền dạy giáo lý. Bộ luận này (còn gọi là "Bí tạng chỉ giáo") được sách cổ Gandhavaṃsa ghi nhận là do Ca-chiên-diên biên soạn, nhằm hệ thống hóa những lời dạy của Đức Phật để truyền lại cho hậu thế.
Về sau, truyền thống Phật giáo liệt ông vào nhóm mười vị đệ tử xuất sắc của Thích-ca Mâu-ni gọi là Thập đại đệ tử. Bao gồm Tôn giả Xá Lợi Phất (trí tuệ đệ nhất), Mục Kiền Liên (thần thông đệ nhất), Ma Ha Ca Diếp (đầu đà đệ nhất), A Na Luật (thiên nhãn đệ nhất), Tu Bồ Đề (giải không đệ nhất), Phú Lâu Na (thuyết pháp đệ nhất), Ca Chiên Diên (luận nghị đệ nhất), Ưu Ba Ly (trì luật đệ nhất), A Nan Đà (đa văn đệ nhất) và La Hầu La (mật hạnh đệ nhất).